# TJ Doheny
TJ Doheny est un boxeur australien né le 2 novembre 1986 à Portlaois en Irlande.

## Carrière
Passé professionnel en 2012, il devient champion du monde des poids super-coqs IBF le 16 août 2018 après sa victoire aux points face au japonais Ryosuke Iwasa à Tokyo. Doheny conserve son titre le 18 janvier 2019 en battant par arrêt de l'arbitre au 11e round Ryohei Takahashi avant d'être à son tour battu par Daniel Román, champion WBA de la catégorie, le 26 avril 2019.